# Religija u Italiji
Religija u Italiji zastupljena je s nekoliko vjerskih zajednica.

## Povijest
U starom vijeku ovdje su se štovali plemenski kultovi. U starorimskoj državi štovala su se rimska božanstva. U toj su religiji bili utjecaj starogrčke i etruščanske religije. Pojava kršćanstva brzo je zahvatila Apeninski poluotok. Italija je tradicijski kršćanska zemlja zapadne Crkve, t.j. rimokatoličanstva i jedna od prvih zemalja odakle se kršćanstvo širilo dalje po Europi. 
Protestantizam se djelimice proširio ali nije se zadržao u bitnom obujmu. Pravoslavni su malobrojni i u prošlosti su došli iz prekomorskih posjeda talijanskih državica Mletaka, Genove i dr. Padom komunizma u istočnoj Europi u Italiju je iz pravoslavnih zemalja došlo radne snage. Muslimani u Italiju u većem broju doselili su u drugoj polovici 20. i početkom 21. stoljeća. Mnogi pravoslavni i muslimani u Italiji ne borave legalno pa ih statistike ne obuhvaćaju.

## Vjerska struktura
Procjene koje navodi CIA govore o sljedećem vjerskom sastavu:
- kršćani 80% (uvjerljivo rimokatolici, vrlo male skupine Jehovinih svjedoka i protestanata)
- muslimani (oko 800.000 do 1 milijuna)
- ateisti i agnostici, nešto manje od 20%

## Galerija
- Širenje kršćanstva u Europi i na Sredozemlju.
- Europa u doba velike podjele 1054. godine.
- Religija u Europi, na Sredozemlju i na Bliskom Istoku 1100.
- Religije u Europi 1560.